# Єрґен Віндаль
Єрґен Віндаль (швед. Jörgen Windahl; нар. 12 березня 1963) — колишній шведський тенісист.
Найвищу одиночну позицію світового рейтингу — 108 місце досяг 10 серпня 1987, парну — 69 місце — 26 червня 1989 року.
Здобув 1 парний титул.

## Фінали Гран-прі за кар'єру

### Парний розряд: 2 (1–1)
| Результат | W-L | Дата     | Турнір            | Покриття | Партнер        | Суперники                    | Рахунок       |
| --------- | --- | -------- | ----------------- | -------- | -------------- | ---------------------------- | ------------- |
| Перемога  | 1–0 | Вер 1986 | Женева, Швейцарія | Ґрунт    | Андреас Маурер | Ґуставо Луса Густаво Тіберті | 6–4, 3–6, 6–4 |
| Поразка   | 1–1 | Чер 1989 | Болонья, Італія   | Ґрунт    | Томас Нюдаль   | Серхіо Касаль Хав'єр Санчес  | 2–6, 3–6      |

## Титули на челленджерах

### Одиночний розряд: (2)
| Ранг | Рік  | Турнір             | Покриття | Суперник у фіналі | Рахунок       |
| ---- | ---- | ------------------ | -------- | ----------------- | ------------- |
| 1.   | 1986 | Будапешт, Угорщина | Ґрунт    | Ярослав Навратіл  | 6–1, 7–5      |
| 2.   | 1988 | Ньйон, Швейцарія   | Ґрунт    | Франсіско Клавет  | 2–6, 6–2, 6–1 |

### Парний розряд: (5)
| Ранг | Рік  | Турнір                  | Покриття | Партнер            | Суперники у фіналі                  | Рахунок       |
| ---- | ---- | ----------------------- | -------- | ------------------ | ----------------------------------- | ------------- |
| 1.   | 1982 | Тампере, Фінляндія      | Ґрунт    | Магнус Тідеман     | Станіслав Бірнер Франсіско Гонсалес | 6–4, 7–6      |
| 2.   | 1986 | Гельсінкі, Фінляндія    | Килим    | Петер Карлссон     | Келлі Джонс Девід Лівінґстон        | 6–2, 4–6, 7–6 |
| 3.   | 1988 | Клермон-Ферран, Франція | Ґрунт    | Рілл Бакстер       | Жан-Філіпп Флер'ян Андреас Маурер   | 7–6, 6–4      |
| 4.   | 1988 | Тарб, Франція           | Ґрунт    | Жоао Кунья е Сілва | Фурусьо Едуардо Сезар Кіст          | 6–2, 6–1      |
| 5.   | 1989 | Соортс-Оссегор, Франція | Ґрунт    | Петер Свенссон     | Давід Енгель Баррі Мойр             | 6–4, 7–5      |